# Tapinanthus quequensis
Tapinanthus quequensis är en tvåhjärtbladig växtart som först beskrevs av August Henning Weimarck, och fick sitt nu gällande namn av R.M. Polhill & D. Wiens. Tapinanthus quequensis ingår i släktet Tapinanthus och familjen Loranthaceae. Inga underarter finns listade i Catalogue of Life.